# 利尼亚雷
利尼亚雷（法語：Lignareix，法語發音：[liɲaʁɛ]）是法国科雷兹省的一个市镇，位于该省东部，属于于塞勒区。

## 地理
利尼亚雷（45°36'49"N, 2°17'48"E）面积9.38 平方千米，位于法国新阿基坦大区科雷兹省，该省份为法国中南部省份，北起上维埃纳省和克勒兹省，西接多爾多涅省，南至洛特省，东临多姆山省和康塔爾省。
与利尼亚雷接壤的市镇（或旧市镇、城区）包括：新圣帕尔杜、旧圣帕尔杜、圣雷米、于塞勒。

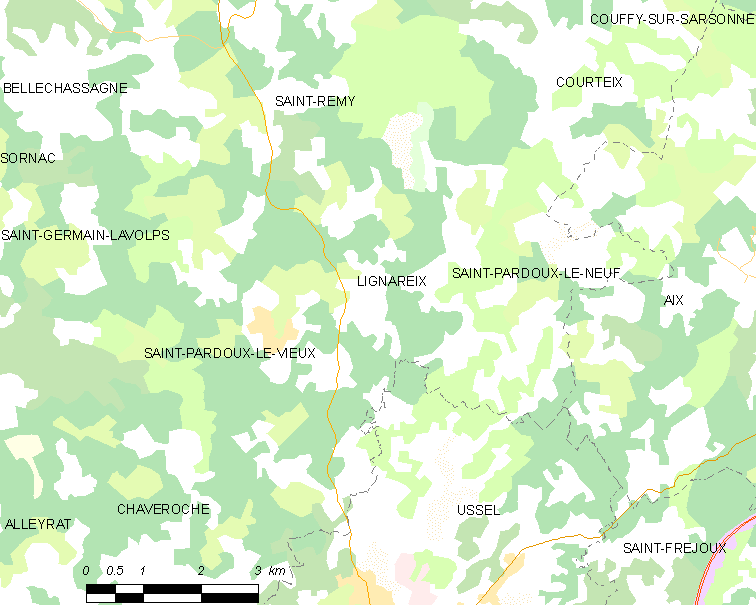
利尼亚雷的OSM定位图

利尼亚雷的时区为UTC+01:00、UTC+02:00（夏令时）。

## 行政
利尼亚雷的邮政编码为19200，INSEE市镇编码为19114。

## 政治
利尼亚雷所属的省级选区为米勒瓦什高原县。

## 人口

1962-2008年间利尼亚雷人口变化图示

利尼亚雷于2022年1月1日时的人口数量为162人。